# Ichim (Elak-Oku)
Pour les articles homonymes, voir Ichim.
Ichim (ou Echim) est une localité du Cameroun située dans la commune d'Elak-Oku et le département du Bui.

## Population
Lors du recensement de 2005, on a dénombré 6 403 personnes.